# Rossair (Australie)
 (octobre 2019).
Rossair Charter était une compagnie d'affrètement aérien basée à Adélaïde, en Australie. En novembre 2013, elle fusionne avec Air South, une autre compagnie d'affrètement basée en Australie du Sud. En juillet 2018, l'entreprise a été placée en administration volontaire.